# Église Saint-Robert de Saint-Robert (Corrèze)
Pour les articles homonymes, voir Église Saint-Robert.
Pour le prieuré homonyme situé dans l'Isère, voir Prieuré Saint-Robert de Viriville.
L'église Saint-Robert est une ancienne église priorale fondée à Saint-Robert, Corrèze (Nouvelle-Aquitaine). Comme la plupart des bâtiments monastiques de la région, après une période de développement aux XIe et XIIe siècles, la guerre de Cent Ans et les guerres de religion ont entraîné une dégradation irréversible des bâtiments et de la vie religieuse.

## Historique
En 1043, Robert de Turlande fonde l'abbaye de la Casa Dei - traduit en français Chaise-Dieu. 
Vers 1079 ou 1080, fondation du prieuré Saint-Robert, dépendance de l'abbaye de La Chaise-Dieu. Cette fondation est attribuée aux seigneurs de Comborn.
Le temporel du prieuré était sous la protection des vicomtes de Limoges. 
La plus ancienne mention de l'église se trouve dans le cartulaire du prieuré d'Aureil vers 1100.
Le transept semble dater du XIe siècle. Le reste de l'église a probablement été construit entre 1120 et 1140. 
Au XIVe siècle, le prieuré est uni au Port-Dieu. Il n'y a plus de vie monastique à Saint-Robert. 
Les guerres vont conduire à fortifier le chevet de l'église et amener à la ruine de la nef. 
En 1586, date probable de la destruction de la nef. 
Le 14 novembre 1720, pour réparer l'église, l'intendant de la province charge deux experts de dresser un devis pour la restauration de l'église. 
Avant 1789, un procès est en cours contre les entrepreneurs pour ces réparations. 
Après 1791, l'église sert de magasin où sont entreposés les billes de noyer "pour la fabrication des bois de fusils devant être ouvrés à la manufacture d'armes de Tulle". Les murs sont consolidés. 
Quand on dégage la place devant l'église en 1827, on retrouve les traces de la nef et les bases des colonnes, des chapiteaux. 
L'architecte Geniez établit en 1842 un devis de restauration de l'église. 
L'église est classée Monument historique à la demande de Prosper Mérimée en 1843 (parue sur la liste des monuments historiques de 1862).
La commission des monuments historiques demanda à Paul Abadie d'entreprendre les travaux de restauration. Mais il se montra peu intéressé. 
C'est en 1885 que l'architecte Anatole de Baudot est chargé du dossier de restauration de l'église. 
À partir de 1888, Anatole de Baudot commence la restauration de l'église.
Les travaux sont continués par l'architecte Henri Chaine entre 1895 et 1902. Puis à partir 1906, il restaure le bras sud du transept.

## Description
De l'église Saint-Robert, il ne reste plus que sa partie orientale très développée. La nef a disparu au cours des guerres de religion.
Si le transept semble dater du XIe siècle, le chevet a été construit au XIIe siècle. Le chœur est très développé avec un déambulatoire avec trois chapelles rayonnantes complété de deux absidioles orientées édifiées sur le transept. La largeur du mur extérieur du déambulatoire a été commandé par la largeur de la nef charpentée. Les moines ont souhaité un chœur élevé. Pour assurer la stabilité de la voûte, le déambulatoire a été conçu peu large et surmonté d'une tribune ouverte sur l'abside grâce à cinq fenêtres. Le chœur a une longueur de 14 mètres. Cette longueur importante a permis de longs murs entre les chapelles où ont été aménagés de grandes fenêtres. En face de chaque colonne du chœur ont été placées des colonnes en délit sur le mur extérieur.
Ce choix d'un transept à chapelles rayonnantes se retrouve dans plusieurs églises du Limousin, dont Le Dorat ou Beaulieu-sur-Dordogne.
Pour permettre la construction de la voûte du transept et le clocher de la croisée, des piles épaisses ont dû être ajoutées pour les recevoir. La construction des absidioles du transept a conduit à le renforcer.
Il subsiste aujourd'hui une soixantaine de chapiteaux du décor original de l'église, dont cinquante et un sont encore en place. Le rapprochement des sculptures des chapiteaux de l'église avec celles de la collégiale du Dorat permet d'estimer une date de construction autour de 1130.
Après la ruine de la nef, un mur a été construit pour fermer la croisée vers la nef.

## Galerie

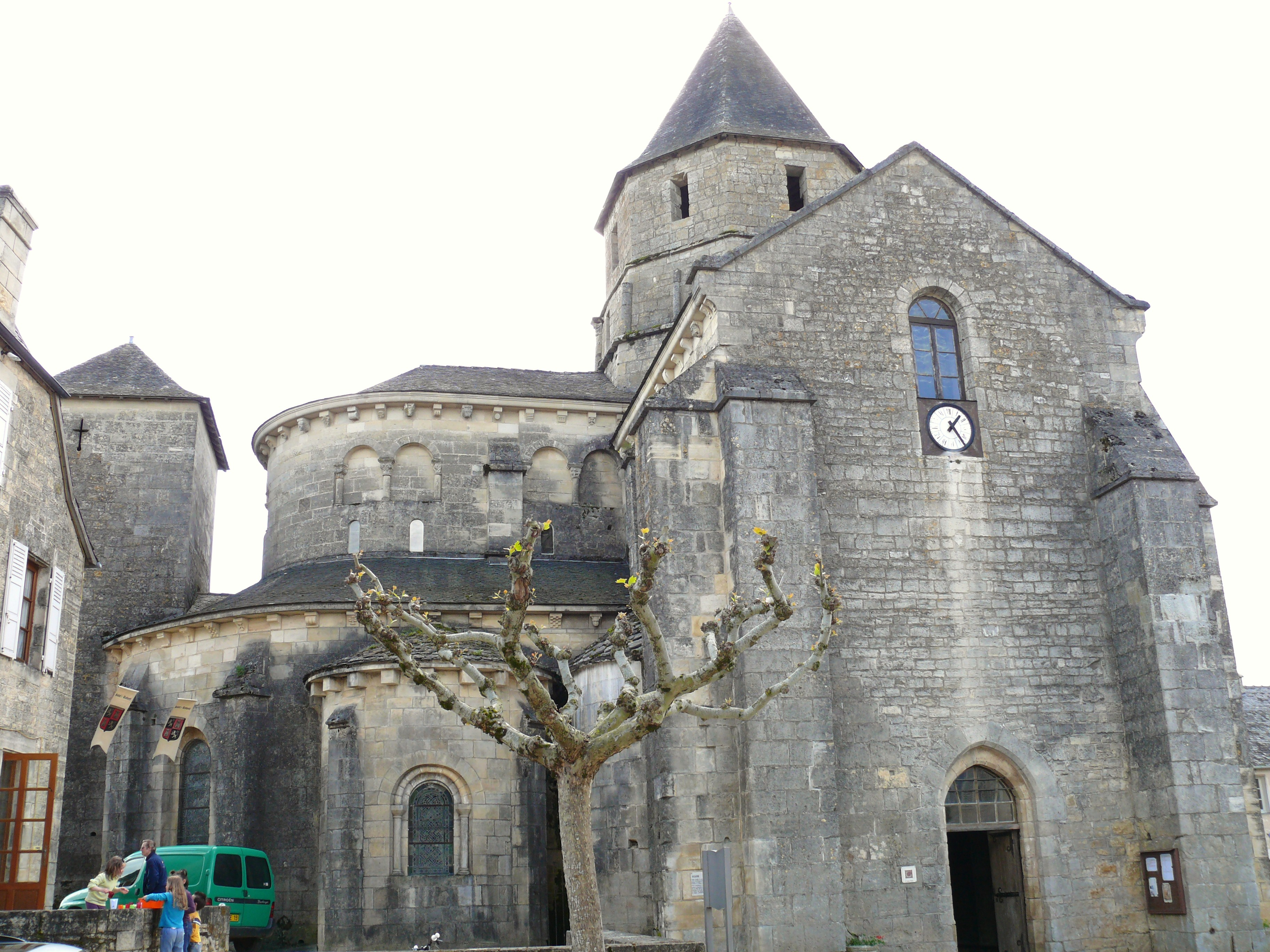
Ce qui reste de l'église.
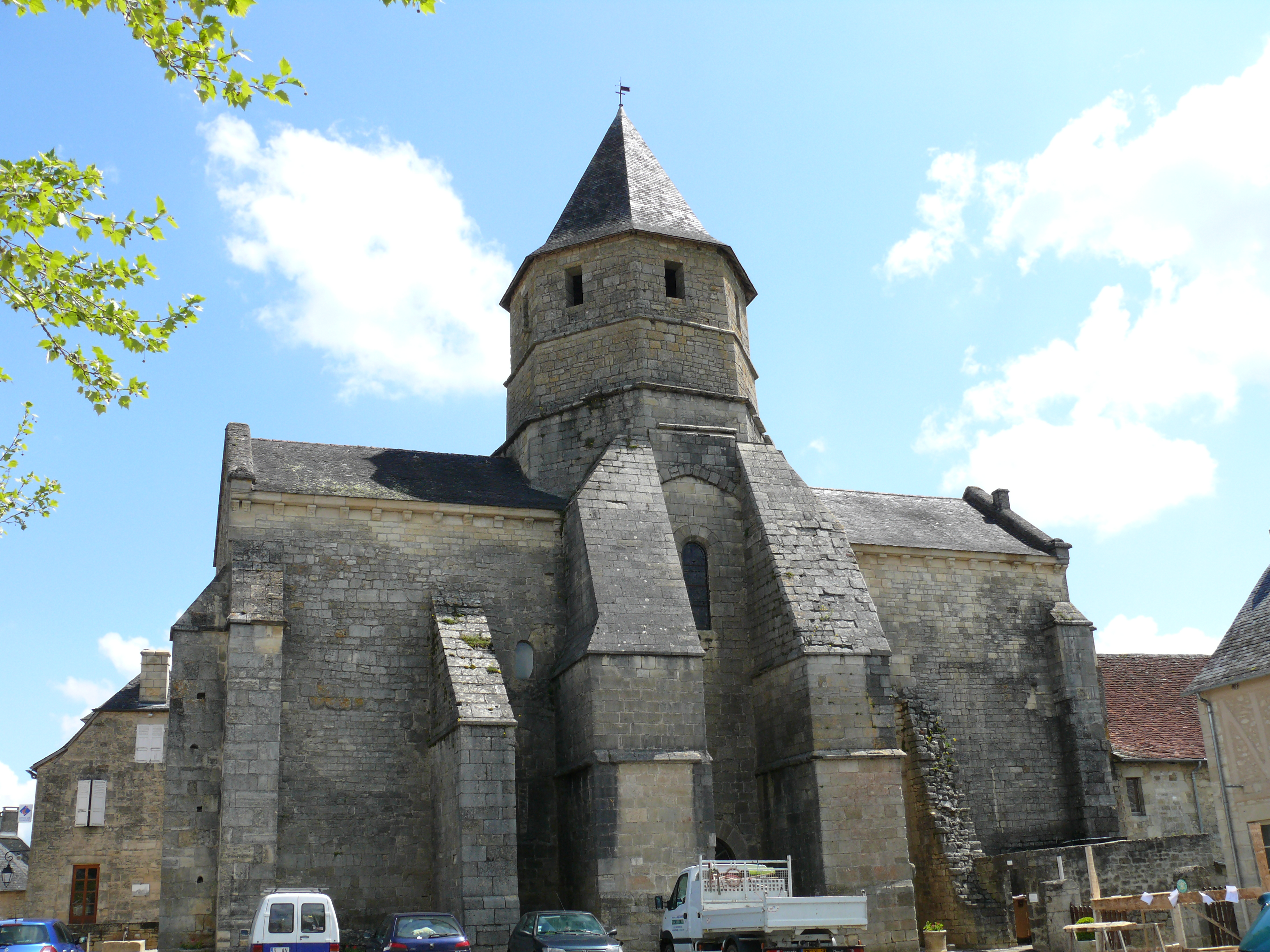
Confortement de la croisée du transept après la démolition de la nef.
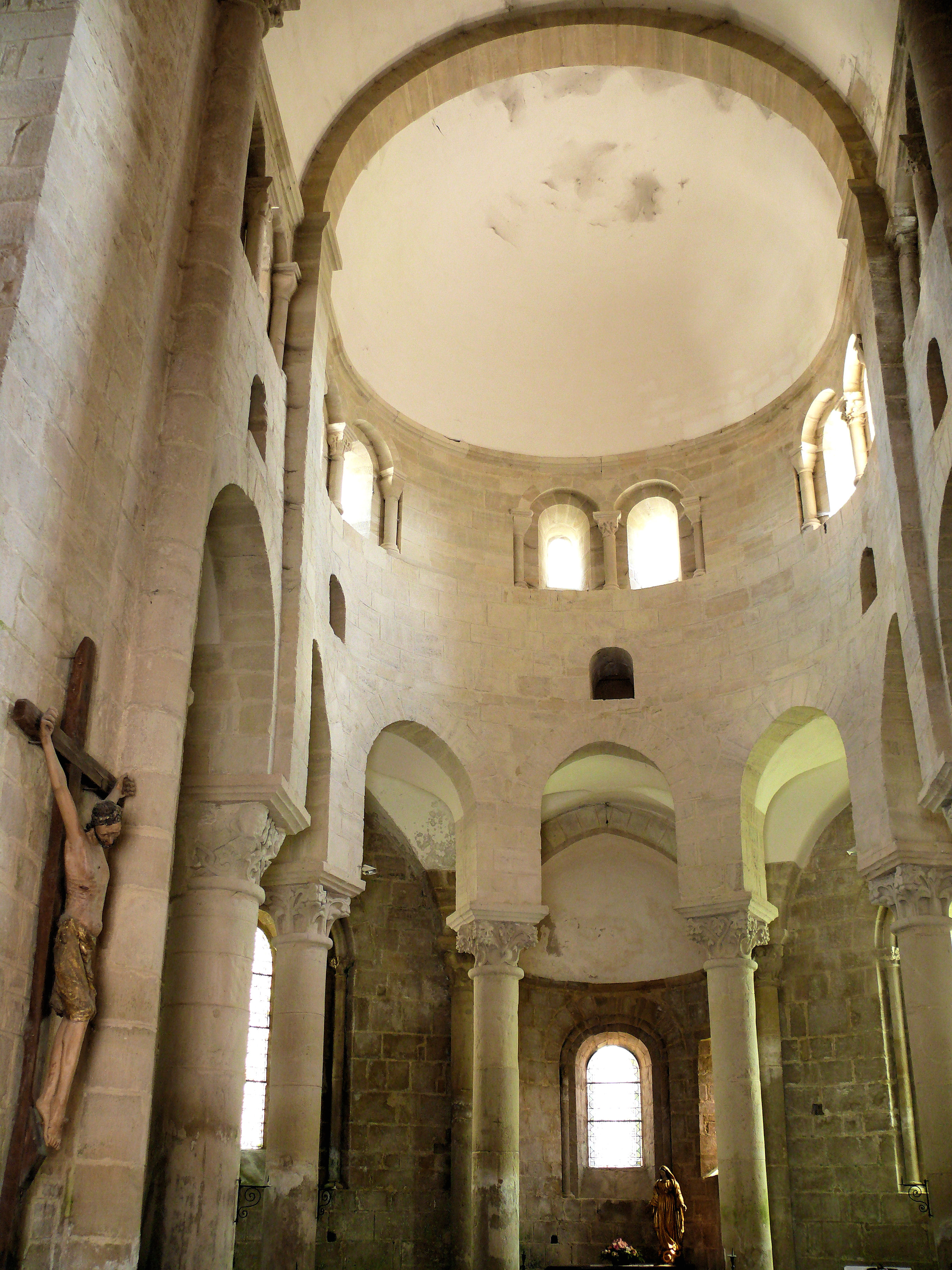
Chœur.
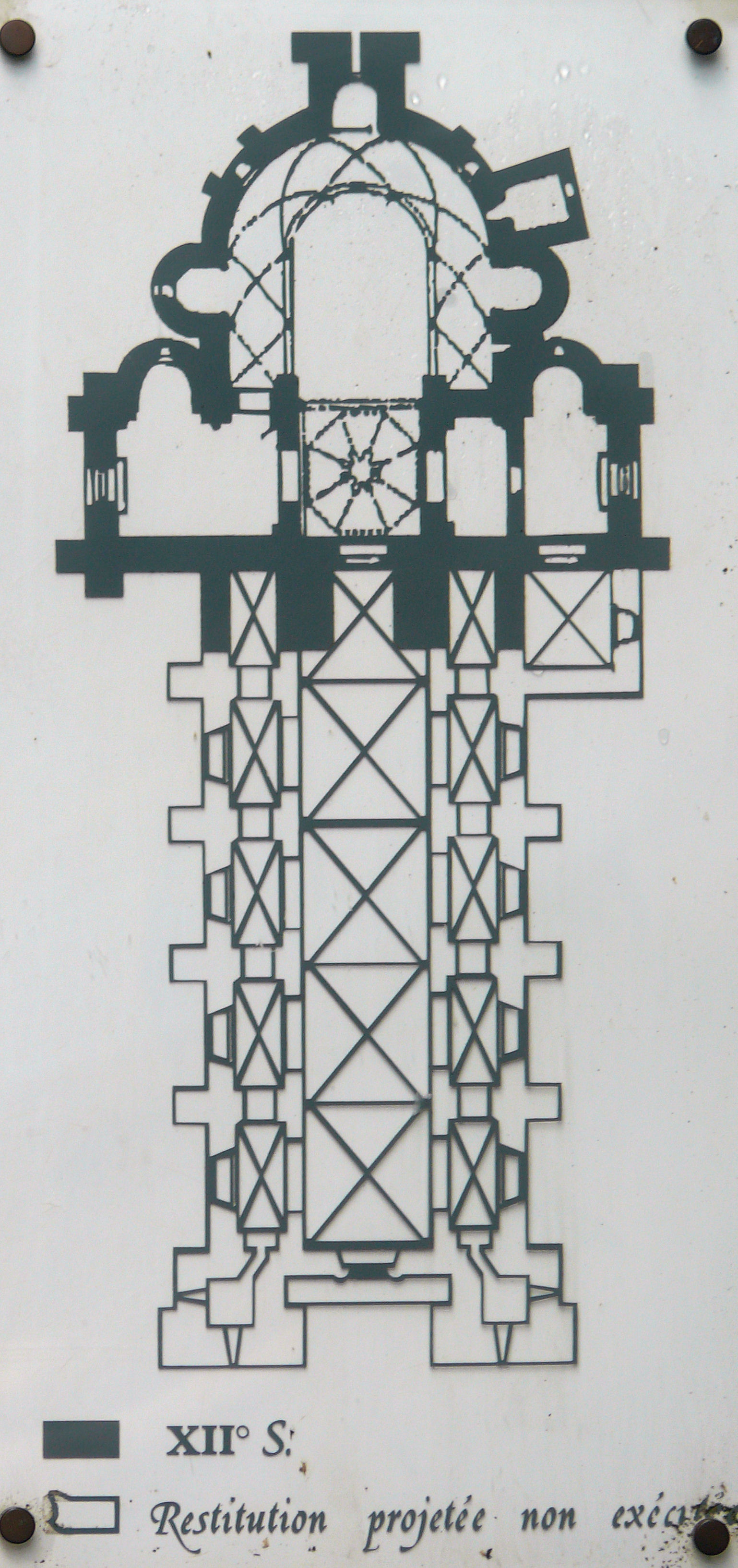
Plan.
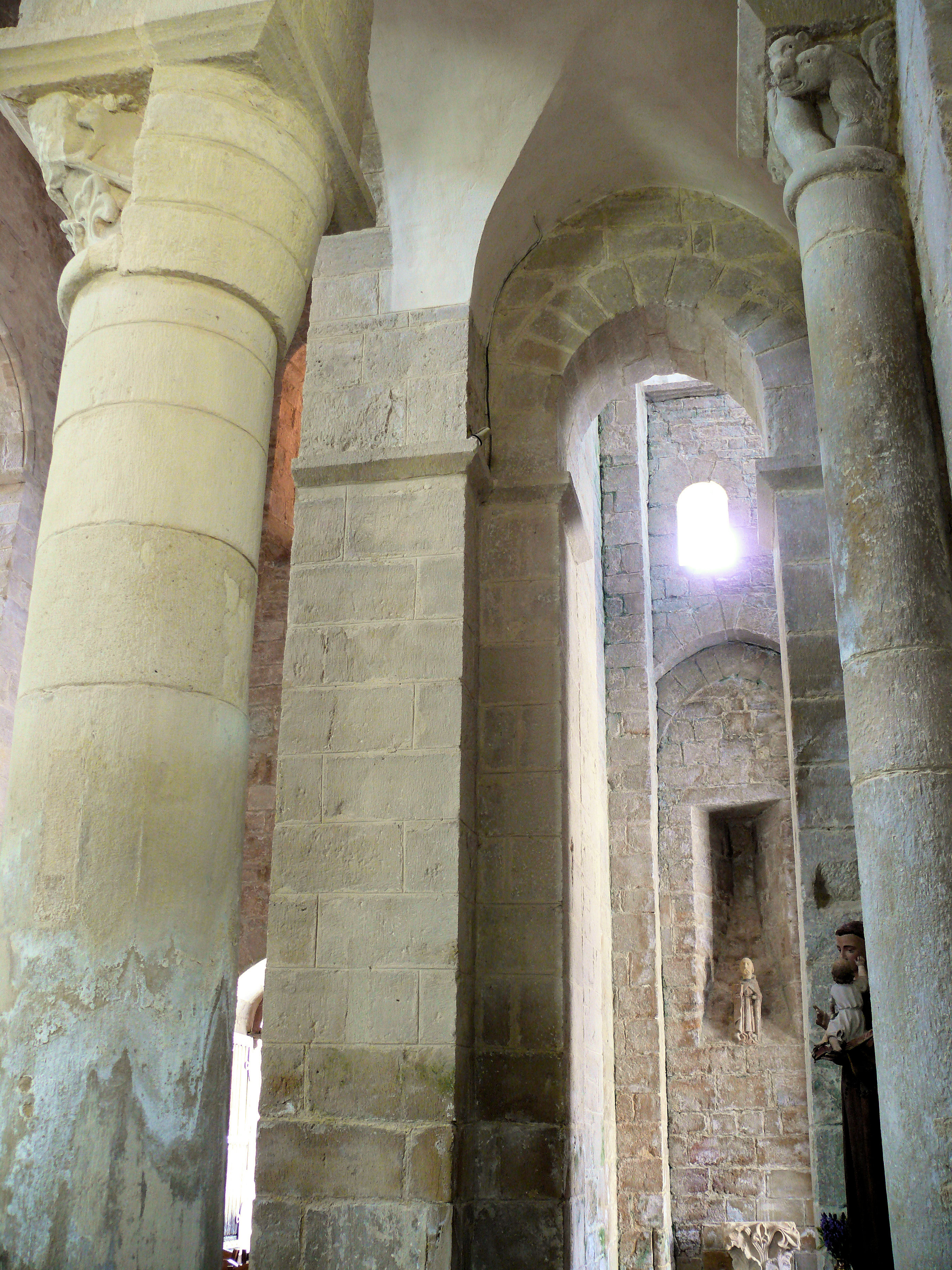
Déambulatoire, colonne et colonne en délit.
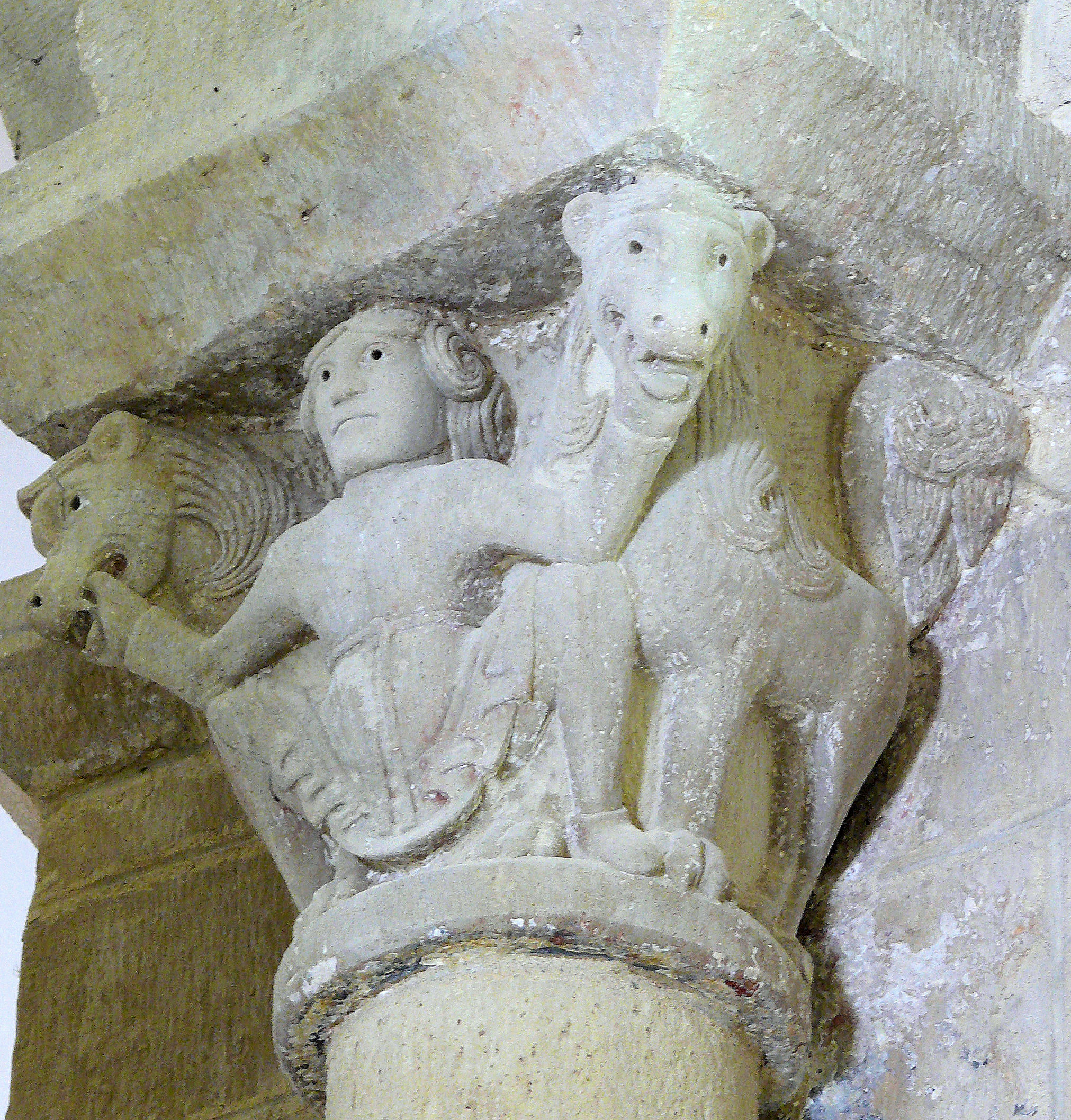
Chapiteau du chœur.
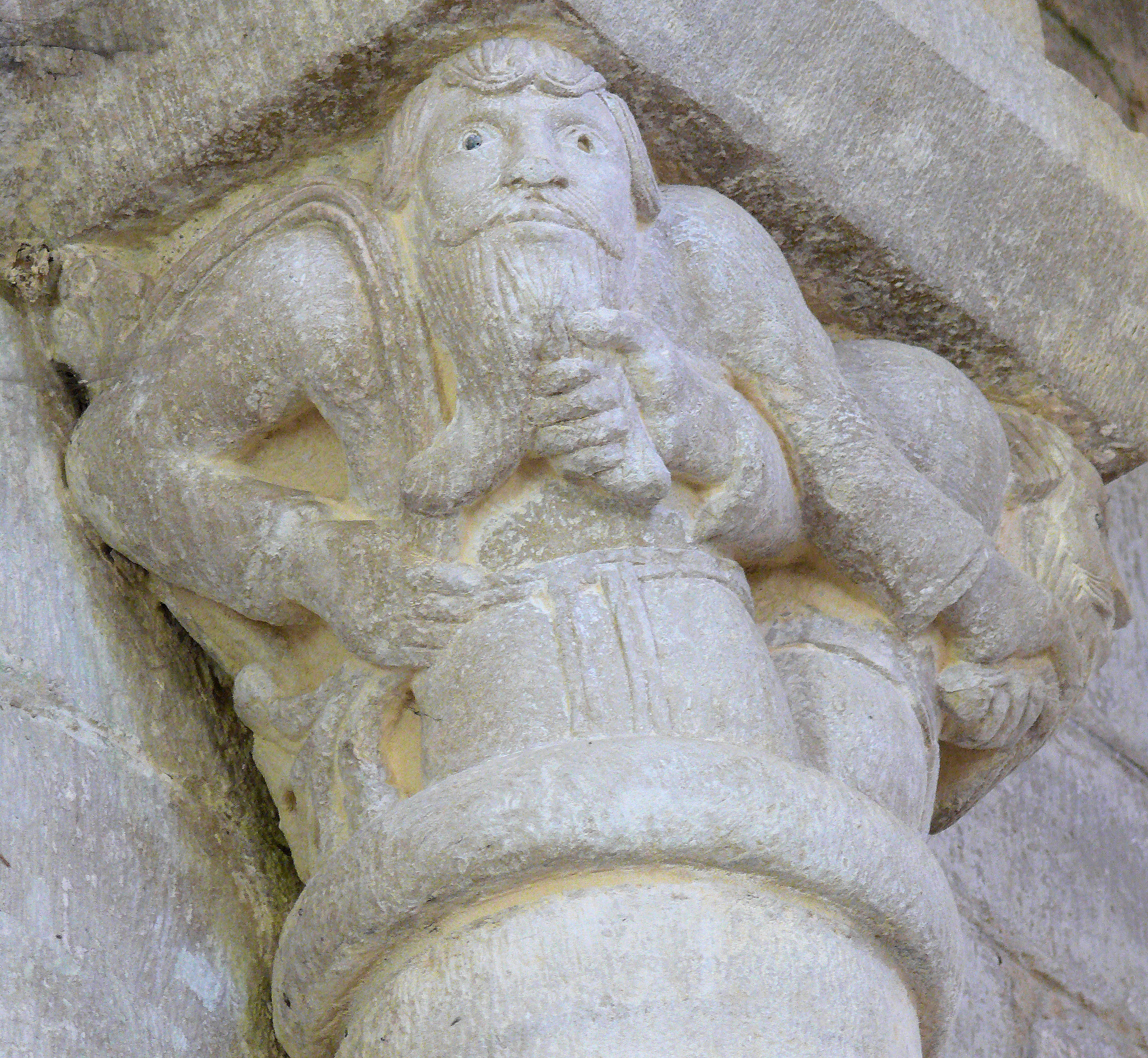
Chapiteau du chœur.